# Bukor
Bukor (cyr. Букор) – wieś w Serbii, w okręgu maczwańskim, w mieście Šabac. W 2011 roku liczyła 620 mieszkańców.